# Большая Ультракова
Большая Ультракова — деревня в Аргаяшском районе Челябинской области России. Входит в состав Аязгуловского сельского поселения.
Деревня впервые упоминается в материал  переписи 1785. Названа по фамилии первопоселенцев Ультраковых (первоначально именовалась Больше-Ультракова). 
Во время Гражданской войны на территории деревни шли бои.

## География
Расположена в центральной части района, на южном берегу озера Мышты, до районного центра село Аргаяш 10 км, до центра сел. поселения село  Аязгулова — 16 км.

## Население
| 2002 | 2010 |
| ---- | ---- |
| 71   | ↘57  |

(в 1873 — 368, в 1900 — 233, в 1916 — 217, в 1970 — 111, в 1983 — 79, в 1995 — 83)

## Улицы
- Молодежная улица
- Центральная улица